# Bellmunt del Priorat
Bellmunt del Priorat (antiguamente Bellmunt de Ciurana) es un municipio español de la provincia de Tarragona, situado en la comarca catalana de El Priorato. Está ubicado a orillas del río Siurana y cuenta con una población de 298 habitantes (INE 2024).

## Geografía
En sus alrededores se encuentran municipios como Gratallops, Porrera, Falset y Masroig. Pertenece a la comarca del Priorato, en la provincia de Tarragona.

## Toponimia
El municipio se llamaba Bellmunt hasta 1916, fecha en que cambió su nombre por el de Bellmunt de Ciurana. En 1982 cambió de nuevo su denominación por la de Bellmunt del Priorat.

## Historia
En el término municipal se encuentra un yacimiento arqueológico, el Avenc del Primo, con restos que se remontan al menos a la Edad del Bronce.

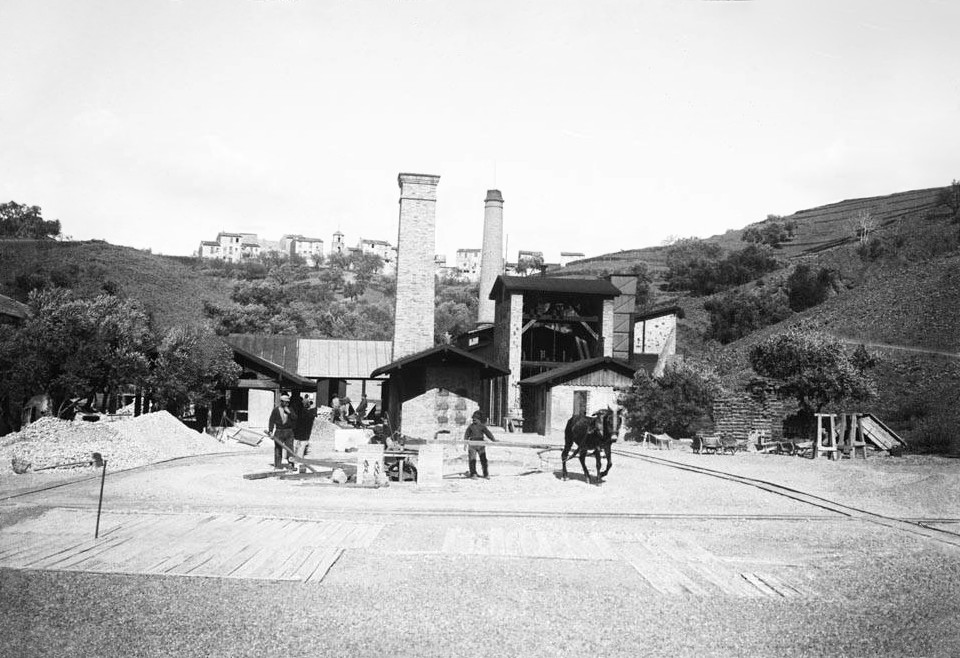
Mineros en la mina Eugenia y vista de Bellmunt en segundo plano (1901)

Las minas de plomo de Bellmunt fueron explotadas ya en tiempos de la ocupación romana. Esta actividad minera continuó durante la Edad Moderna y Contemporánea.  A mediados del siglo XIX trabajaban en ellas al menos unas 100 personas.
El pueblo perteneció a los dominios de la Cartuja de Escaladei. El municipio estuvo fortificado y se vio muy afectado por los conflictos bélicos del siglo XIX. 
El 24 de septiembre de 1838 fue asaltado por las tropas carlistas, comandadas por el coronel Lluis Llagostera y Casadevall. Las tropas venían en busca de plomo, necesario para su fábrica de municiones de Miravet.

Llegó á noticia de Cabrera que en Bellmunt, pueblo situado á la izquierda del Ebro en las cercanías de Falset, existía un gran repuesto de Plomo. Llangostera recibió orden de atacar este punto con 4 batallones y 2 piezas de batir. Al efecto pasó el Ebro con almadías el 24 de septiembre
.

Los soldados, derribaron el campanario de la localidad y capturaron 400 quintales de mineral, 3 caballos, algunas armas y efectos de guerra, que se transportaron a Mora. Posteriormente incendiaron las instalaciones de la compañía minera que tuvo que abandonarlas.
A mediados del siglo XIX, el lugar contaba con una población de 346 habitantes. Aparece descrito en el cuarto volumen del Diccionario geográfico-estadístico-histórico de España y sus posesiones de Ultramar de Pascual Madoz de la siguiente manera: 

BELLMUNT: l. con ayunt. de la prov. y dióc. de Tarragona (7 leg.) , part. jud. de Falcet (1), aud. terr. y c. g. de Barcelona (19): sit. sobre una pequeña elevacion, le combaten los vientos E. y O. y su clima prod. fiebres gástricas. Tiene 73 casas, una plaza, 2 calles, una fuente y una igl. parr. (Santa Lucia) servida por un cura; el cementerio está en parage que no ofende la salud pública. Confina el térm. N. Gratallops, á 1/2 leg.; E. Porrera 3/4; S. Falset 1, y O. Monroitg 3/4; se encuentran en él y á 1/2 hora del pueblo, varias minas de alcohol muy ant. y abundantes, pertenecientes al Gobierno, donde estan trabajando sobre 80 personas, y al S. y á 1/4 otra, propiedad de un particular, en la que trabajan sobre 20 personas: diferentes sin beneficiar en varios puntos del térm. El terreno es pizarroso: hay 2 montes bastante poblados de viñedo; le fertiliza el r. Gratallops, que desagua en el Ebro, y 2 riach. que bajan de Falset: sus caminos son locales en mediano estado: el correo se recibe de Falset, de donde lo trae un encargado los domingos, martes y viernes, y sale los lunes, jueves y sábados. prod.: vino, almendras, avellanas, aceite, otras varias legumbres y frutas; cria ganado lanar, mular y asnal; hay caza de perdices y conejos y alguna pesca. ind.: fáb. de aguardiente, 2 molinos de harina y 3 de aceite. comercio: la importacion de los art. de que carece el pueblo y la esportacion del vino y demás frutos sobrantes. pobl.: 73 vec., 346 almas.
(Madoz, 1846, p. 153)

La madrugada del 18 de julio de 1874, durante la tercera guerra carlista, la población fue ocupada por un ejército de 2500 hombres comandado por los cabecillas carlistas José B. Moore y Arenas y Josep Agramunt Lecha (Lo Capellà de Flix). El pueblo de Bellmunt estaba defendido por 140 voluntarios, que se encerraron en el fuerte existente en la población. Los atacantes saquearon e incendiaron la población. Lo cual llevó a los voluntarios a capitular con los atacantes, bajo la amenaza de incendiar la población y fusilar a todos los habitantes de más de dos años de edad. Con posterioridad a la capitulación se vivieron episodios de pillaje, torturas y violaciones, así como saqueos e incendios. Las puertas de Bellmunt fueron rociadas con petróleo e incendiadas. Al parecer los vecinos quedaron en una situación económica tras el incendio y los saqueos, hasta el punto que el gobernador militar de Tarragona inició una suscripción en la provincia para "aliviar las necesidades de los vecinos de Bellmunt". Otras fuentes afirmaban que el pueblo había quedado desierto, estando deshabitadas las casas y habiendo marchado sus habitantes a vivir a las localidades de Reus y Tarragona.
Durante la guerra civil española Bellmunt tenía un punto de observación de aviación enemiga. Pertenecía a la DECA (Defensa Especial Contra Aeronaves). A menudo sus avisos hicieron sonar alarmas en Reus y Tarragona. Estaba instalado en el castillo de una antigua mina, conocida como "Mina Alemana". Durante el mes de enero de 1939 la población fue bombardeada desde la Figuera por la artillería franquista, siendo el punto de observación de la DECA uno de los objetivos de las bombas.

## Símbolos
Bellmunt del Priorat no tiene ningún símbolo oficializado por la Generalidad de Cataluña.

## Demografía
Cuenta con una población de 298 habitantes (INE 2024).
| Gráfica de evolución demográfica de Bellmunt del Priorat entre 1857 y 2021 |
| |
| Población de derecho según los censos de población del INE Población de hecho según los censos de población del INEEn estos censos se denominaba Bellmunt: 1860, 1877, 1887, 1897, 1900 y 1910 En estos censos se denominaba Bellmunt de Ciurana: 1920, 1930, 1940, 1950, 1960, 1970 y 1981 Entre el censo de 1857 y el anterior, aparece este municipio porque se segrega del municipio 43055 (Falset) |

## Economía
La principal actividad económica es la agricultura de secano. Los principales cultivos son los de la viña, seguida de los olivos, almendros y avellanos. Desde 1917, el pueblo dispone de una cooperativa agrícola.

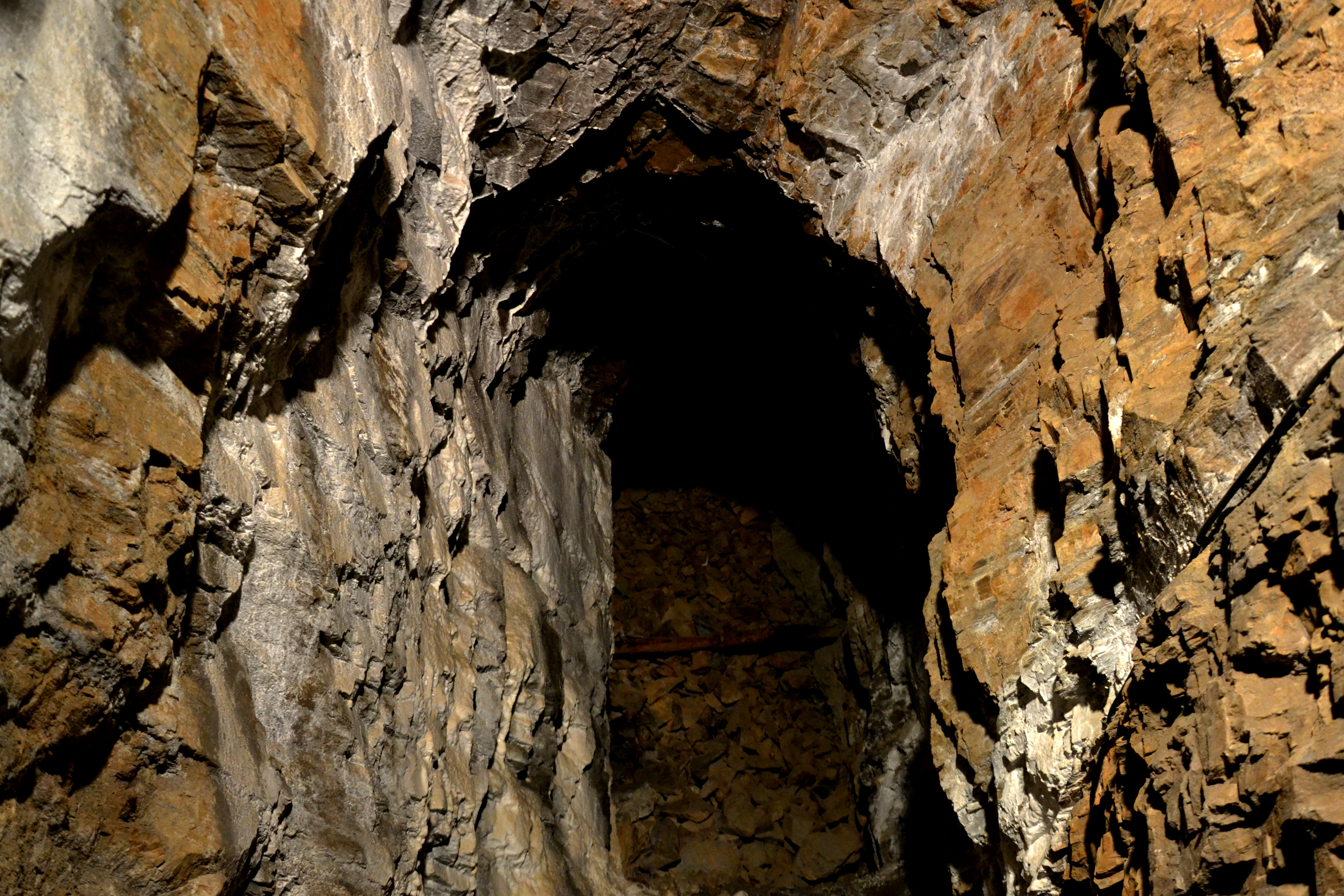
Minas de Bellmunt del Priorat

Las minas fueron cerradas en la década de 1970. Durante siglos fueron la principal fuente de ingresos de la villa. Durante los siglos XVI y XVII el plomo se utilizaba en la fabricación de cerámica. Hasta el siglo XVIII fueron explotadas por particulares; hasta la Guerra de la Independencia española fueron explotadas directamente por el estado. En 1825 se firmó un contrato de alquiler con una explotadora externa que se encargó de las minas hasta que las instalaciones fueron incendiadas durante la primera guerra carlista. Reabiertas en 1841, las minas tuvieron su mejor momento durante la Primera Guerra Mundial gracias al aumento en la demanda de plomo.

## Cultura
La iglesia parroquial está dedicada a Santa Lucía, patrona del pueblo. Se comenzó a construir en 1806 y fue bendecida el día 1 de febrero de 1818. Es de estilo neoclásico. Tiene planta de cruz con cimborrio y el campanario adosado.
La Casa de la Mina es un edificio construido en 1905, una de las mejores muestras del modernismo de la comarca. Se trata de un edificio de dos pisos con galería y planta cuadrada. Está rodeado de jardines. Servía como oficinas y como vivienda del jefe de la explotación minera y fue abandonado al cerrarse la explotación.
De las antiguas explotaciones puede visitar la mina Eugenia, una de cuyas galerías ha sido musealizada. Dispone de una galería de más de 700 metros de longitud y que llega a los 35 m de profundidad.